# 2. Amatör Lig
La 2. Amatör Lig è l'ottavo livello del campionato turco di calcio, composto da gironi organizzati su base provinciale.